# کنت گراهام
کنت گراهام (به انگلیسی: Kenneth Grahame) (زادهٔ ۸ مارس ۱۸۵۹ - درگذشتهٔ ۶ ژوئیه ۱۹۳۲) نویسندهٔ اسکاتلندی و خالق اثر باد در درختان بید که یکی از آثار ماندگار ادبیات کلاسیک کودکان به‌شمار می‌آید.
کنت گراهام در سال ۱۸۵۹ به دنیا آمد بعد از مرگ مادر و پدر به پیش پدر بزرگ و مادر بزرگ فرستاده شد و در مدرسه آنجا تحصيل کرد ولی هیچ وقت به مدرسه نرفت 
ولی آرزو داشت در دانشگاه تدریس دهد یا نویسنده شود ولی او کارمند بانک شد او درسال ۱۸۹۹ ازدواج کرد و صاحب یک پسر شد ، او در وقت بی کاری با دوستانش قایق سواری یا پیادروی میکرد با این کار ها توانست کتاب مشهور خود یعنی (باد در بید زار )را نوشت ، متاسفانه با مرگ ناگهانی پسر اش در سال ۱۹۳۲ از دنیا رفتند .